# U-445
Unterseeboot 445 foi um submarino alemão do Tipo VIIC, pertencente a Kriegsmarine que atuou durante a Segunda Guerra Mundial.

## Comandantes
| Comandante                                 | Data                                         |
| ------------------------------------------ | -------------------------------------------- |
| Oblt. Heinz-Konrad Fenn                    | 30 de maio de 1942 - 27 de janeiro de 1944   |
| Oblt. Rupprecht Fishler, Graf von Treuberg | 27 de janeiro de 1944 - 24 de agosto de 1944 |

## Subordinação
Durante o seu tempo de serviço, esteve subordinado às seguintes flotilhas:
| Período                                      | Flotilha                                  |
| -------------------------------------------- | ----------------------------------------- |
| 30 de maio de 1942 - 31 de outubro de 1942   | 8. Unterseebootsflottille (treinamento)   |
| 1 de novembro de 1942 - 24 de agosto de 1944 | 6. Unterseebootsflottille (serviço ativo) |

## Operações conjuntas de ataque
O U-445 participou das seguinte operações de ataque combinado durante a sua carreira:
- Rudeltaktik Drachen (22 de novembro de 1942 - 3 de dezembro de 1942)
- Rudeltaktik Panzer (3 de dezembro de 1942 - 9 de dezembro de 1942)
- Rudeltaktik Büffel (9 de dezembro de 1942 - 15 de dezembro de 1942)
- Rudeltaktik Ungestüm (15 de dezembro de 1942 - 25 de dezembro de 1942)
- Rudeltaktik Robbe (16 de fevereiro de 1943 - 13 de março de 1943)
- Rudeltaktik Igel 2 (6 de fevereiro de 1944 - 14 de fevereiro de 1944)